# Shivamogga
Shivamogga (Kannada ಶಿವಮೊಗ್ಗ Śivamogga [ˈɕiʋʌmoɡːʌ]) ist eine Stadt im südwestindischen Bundesstaat Karnataka. Bis 2014 hieß sie offiziell Shimoga. Dieser Name ist noch an vielen Stellen im Gebrauch.
Sie liegt im Westen Karnatakas am Ufer des Flusses Tunga, der sich wenig später mit dem Bhadra zum Tungabhadra vereint. Mit rund 322.000 Einwohnern (Volkszählung 2011) ist Shivamogga die zehntgrößte Stadt Karnatakas. Die Stadt ist Verwaltungssitz des Distrikts Shivamogga.
Der frühere Name Shimoga war eine seit der British Raj anglisierte Form von Shivamogga, was wiederum herkömmlich vom Sanskrit-Begriff Shivamukha („Gesicht Shivas“) hergeleitet wird. Anlässlich des fünfzigsten Jahrestags der Gründung Karnatakas im Jahr 2006 beschloss die Regierung des Bundesstaates nach einem Vorschlag des Schriftstellers U. R. Ananthamurthy, die englischen Namen von 13 Städten in Karnataka in ihre Kannada-Namensformen zu ändern. Hierdurch wurde Shimoga in Shivamogga umbenannt. Die indische Zentralregierung unter Premierminister Manmohan Singh stimmte der Namensänderung zunächst nicht zu. Erst unter der bei der 2014 neu gewählten Regierung von Premierminister Narendra Modi trat die Umbenennung am 1. November 2014 offiziell in Kraft.

## Sehenswürdigkeiten in und um Shivamogga
- Shivappa Nayaka’s Palast
- Kote Seetharamanjaneya, ein Tempel
- der Gajanur-Damm
- Koodli, Zusammenfluss von Tunga und Bhadra, ab dort Tungabhadraa
- Tyavarekoppa Lion and Tiger Safari, Safaripark
- Sakkare Bayalu, Elefantentrainingscamp, an der Straße nach Thirthahalli
- Shivastatue in Harakere
- Mandagadde Bird Sanctuary, Vogelschau
- Guddekal mit dem Subrahmanyatempel
- Gudde Mardi, Aussichtspunkt